# ベンジャミン・フリードマン
ベンジャミン・モートン・フリードマン（Benjamin Morton Friedman、1944年 - ）は、アメリカ合衆国の経済学者。ハーバード大学教授。マクロ経済学、金融論が専門。

## 略歴
- 1944年　ケンタッキー州生まれ。
- 1966年　ハーバード大学で学士号（A.B.）を得る。
- 1969年　ハーバード大学で修士号（A.M.）を得る。
- 1970年　マーシャル奨学生としてケンブリッジ大学キングス・カレッジに留学し、M.Sc.（経済・政治）を得る。
- 1971年　ハーバード大学で博士号（Ph.D.）を取得する。
- 1968年　ニューヨーク連邦準備銀行で調査補佐となる。
- 1968年～1969年　ボストン連邦準備銀行でスタッフ・コンサルタントとなる。
- 1969年～1971年　大統領コンサルタントになる。
- 1969年　連邦準備制度理事会の調査統計部門局長補佐となる。
- 1969年～1970年　連邦公開市場委員会理事サブコミッティーのスタッフメンバーとなる。
- 1971年～1972年　モルガン・スタンレー社のエコノミストとなる。
- 1972年～1976年　ハーバード大学助教授となる（教鞭を取り始める）。
- 1976年～1980年　ハーバード大学准教授となる。
- 1980年～1989年　ハーバード大学経済学教授となる。
- 1989年～現在　ハーバード大学でWilliam Joseph Maier Professor of Political Economy教授となる。
- 1991年～1994年　ハーバード大学経済学部長となる。
- 2009年～現在　アメリカ芸術科学アカデミーのフェローとなる。

## 著書
- Economic stabilization policy: methods in optimization, North-Holland Pub. Co., 1975.
- Monetary Policy in the United States: Design and Implementation, Association of Reserve City Bankers, 1981.

『アメリカの金融政策』、三木谷良一訳、東洋経済新報社, 1982
- Day of reckoning: the consequences of American economic policy under Reagan and after, Random House, 1988.

『アメリカ最後の選択――1990年代の経済戦略』、三木谷良一訳、東洋経済新報社, 1989
- The Moral Consequences of Economic Growth, Knopf, 2005.

『経済成長とモラル』、佐々木豊・重富公生・地主敏樹訳、東洋経済新報社, 2011

### 共著
- Does debt management matter?, with Jonas Agell and Mats Persson, Clarendon Press, 1992.

### 編著
- New challenges to the role of profit, Lexington Books, 1978.
- The changing roles of debt and equity in financing U.S. capital formation, University of Chicago Press, 1982.
- Corporate capital structures in the United States, University of Chicago Press, 1985.
- Financing corporate capital formation, University of Chicago Press, 1986.
- Handbook of monetary economics, 2 vols., co-edited with Frank H. Hahn, North-Holland, 1990.
- Inflation, unemployment, and monetary policy, The MIT Press, 1998.

『インフレ、雇用、そして金融政策――現代経済学の中心的課題』、秋葉弘哉・大野裕之訳、ピアソン・エデュケーション, 1999